# Македоно-одрински преглед
 Тази статия е за политическото списание, излизало от 1905 до 1927.  За списанието на Македонския научен институт, излизащо от 1924 година, вижте Македонски преглед.  
„Македоно-одрински преглед“ е българско списание, легален орган на Вътрешната македоно-одринска революционна организация, излизало през 1905 - 1907 година под редакцията на Никола Наумов.

## История
Списанието първоначално излиза на 10 и 25 число в месеца като „петнадесетдневен политическа журнал“, а по-късно всяка седмица като „седмичен политически журнал“ и се списва на български и френски език. Първоначално носи името „Македонски преглед“, а от брой №13 (1905) – „Македоно-одрински преглед“. От брой 17 подзаглавието му е Десетдневен политически журнал, а от втората годишнина – Седмичен политически журнал. Заглавието е и на френски – Revue Macédo-Adrianopolitaine. Печата се в печатница „Дневник“, София, както и в печатниците на Петър Глушков, Б. Зилбер и П. М. Бъзайтов. Излизат 69 броя. Сред сътрудниците му са Иван Георгов, Любомир Милетич, Васил Пасков, Гьорче Петров, Симеон Радев, Христо Силянов, Данаил Крапчев и други. Илюстрирано е от Александър Божинов.
| Годишнина | Броеве | Дата                      |
| --------- | ------ | ------------------------- |
| I         | 1 – 27 | 25 май 1905 – 25 май 1906 |
| II        | 1 – 40 | 17 юни 1906 – 3 юни 1907  |
| III       | 1 – 2  | 16 юни 1927 – 24 юли 1927 |

От 25 май 1905 до 1 април 1906 година излиза и Литературно-илюстрована прибавка към списанието, която е под редакцията на Андрей Протич, а от брой 11 (1906) - на Пейо Яворов, и в която публикуват Пенчо Славейков, Александър Балабанов, Елин Пелин, Коста Списаревски, Христо Силянов, Г. П. Стаматов, Владимир Попанастасов (Пепо).